# أدكون إل

أدكون إل (Adcon-L) هو هلام دوائي مصمم لتقليص حدوث وشدة الندبات في عمليات الظهر. ويتكون من مجموعة من السكريات الاصطناعية ذات القدرة على الذوبان في المياه ويعاد امتصاصها في الجسم على مدار عدة أشهر من الاستخدام.